# Poecilonola plagiola
Poecilonola plagiola är en fjärilsart som beskrevs av George Francis Hampson 1898. Poecilonola plagiola ingår i släktet Poecilonola och familjen trågspinnare. Inga underarter finns listade i Catalogue of Life.